# Swift Rapids Marine Railway
Die Swift Rapids Marine Railway war das Abstiegsbauwerk Nr. 43 im Trent-Severn-Wasserweg in Ontario, Kanada. Es war ursprünglich als gewöhnliche Schleuse geplant, der Bau wurde auch schon begonnen, er fiel jedoch den Sparmaßnahmen und der Finanzknappheit des Ersten Weltkrieges zum Opfer. Statt der Schleuse wurde dann ein Schrägaufzug mit Trockenförderung gebaut und im Jahr 1919 als vorübergehendes Provisorium eröffnet.
Ein gleichartiges Schicksal hatte das Abstiegsbauwerk Nr. 44, das als Big Chute Marine Railway im Jahr 1917 eröffnet wurde.
In den 1960er Jahren plante man, den vorübergehenden Zustand zu beenden und den Schrägaufzug von Rapid Falls durch eine konventionelle Schleuse zu ersetzen, was 1965 geschah. Um die Ausbreitung der Meerneunaugen als Fischparasit vom einen Teil des Wasserwegs in den anderen zu verhindern, blieb die Big Chute Marine Railway als Trockenförderanlage erhalten und wurde lediglich durch eine größere ergänzt.
Da die Swift Rapids Marine Railway exakt an der Stelle stand, an der sich heute die sie ersetzende Schleuse befindet, ist von der alten Trockenförderanlage nichts mehr übrig geblieben.